# Pelegrina kastoni
Pelegrina kastoni är en spindelart som beskrevs av Maddison 1996. Pelegrina kastoni ingår i släktet Pelegrina och familjen hoppspindlar. Inga underarter finns listade i Catalogue of Life.